# Gusan-dong
Gusan-dong (koreanska: 구산동) är en stadsdel i stadsdistriktet Eunpyeong-gu i Sydkoreas huvudstad Seoul.